# Ida Noddack
Ida Noddack (Lackhausen, Imperio Alemán, 25 de febrero de 1896 - Bad Neuenahr-Ahrweiler, Alemania Occidental, 24 de septiembre de 1978), cuyo nombre de soltera era Ida Eva Tacke, fue una química y física alemana. Fue la primera científica en mencionar la idea de la fisión nuclear, en 1934. Junto con su marido Walter Noddack, de quien tomó el apellido, descubrió el elemento renio, de número atómico 75. Fue nominada tres veces para el Premio Nobel de Química.

## Biografía
Ida Tacke nació en Lackhausen (hoy en día una parte de la ciudad de Wesel) en la región del norte del Rin en 1896. Ella eligió su camino de estudio, ya que como no quería ser maestra, y la investigación y la industria empleaban proporcionalmente menos físicos en ese momento, decidió convertirse en química, una decisión que fue bien recibida por su padre, propietario de una pequeña fábrica de barnices en la región del Bajo Rin. Noddack asistió a la Universidad Técnica de  Charlottenburg en Berlín, donde ingresó en 1915, seis años después de que a las mujeres se les permitiera estudiar en todas las universidades de Berlín. En 1919, se graduó de la Universidad con un título en ingeniería química, y realizó su tesis doctoral sobre  anhídridos de ácidos grasos alifáticos superiores, que terminó en 1921. Fue una de las primeras mujeres en Alemania en estudiar química y formó parte de una de las primeras generaciones de estudiantes femeninas en Alemania. Después de graduarse, trabajó en el laboratorio de química de la fábrica de turbinas de Berlín de AEG, que es una empresa afiliada a General Electric en los Estados Unidos. 
Conoció a su esposo, Walter Noddack, en la Universidad Técnica de Berlín mientras él trabajaba como investigador. Se casaron en 1926, y tanto antes como después de su matrimonio trabajaron como socios.

## Fisión nuclear
Noddack criticó con acierto la interpretación química que hizo Enrico Fermi de sus experimentos de 1934 sobre bombardeo de neutrones, en la que este postulaba que podrían haber sido producidos los elementos transuránicos, y que fue ampliamente aceptada durante algunos años. En su artículo, "Sobre el elemento 93", Noddack sugirió otras posibilidades, centrándose en el fracaso de Fermi en eliminar todos los elementos químicos más ligeros que el uranio de sus pruebas, y no solo hasta el plomo. El artículo es hoy considerado de importancia histórica no solo porque señaló acertadamente el error en la interpretación química de Fermi, sino porque sugirió la posibilidad de que "es concebible que el núcleo se rompa en varios fragmentos grandes que serían, por supuesto, isótopos de elementos conocidos pero no serían vecinos del elemento irradiado". De este modo se presagiaba lo que sería conocido años más tarde como la fisión nuclear. Sin embargo Noddack no ofreció ninguna base teórica de esta posibilidad, que desafiaba la comprensión de la época, y su sugerencia de que el núcleo se rompe en varios fragmentos de gran tamaño no es lo que ocurre en la fisión nuclear. Por ello, el artículo no fue muy tenido en cuenta.
En 1932, se promulgó una ley alemana, replicando otras en Europa, que obligaba a las mujeres casadas a dejar sus trabajos y convertirse en amas de casa. Noddack pudo escapar de esta ley debido a su condición de "colaboradora no remunerada". Esto pudo causar que los hombres en el campo la despreciaran, ya que ella solo podía trabajar debido a esta laguna.
La teoría de Noddack sobre la fisión nuclear no se confirmó hasta mucho más tarde. Experimentos posteriores, que siguieron una línea similar a la de Fermi, fueron llevados a cabo en 1938 por Irène Joliot-Curie, Frédéric Joliot-Curie y Pavle Savic, planteando lo que se llamó "dificultades de interpretación" pues el elemento transuránico supuestamente obtenido poseía las propiedades de las tierras raras en vez de las de los elementos adyacentes. Por último, el 17 de diciembre de 1938, Otto Hahn y Fritz Strassmann aportaron la prueba química de que los supuestos elementos transuránicos eran isótopos del bario; Hahn escribió estos resultados amiga Lise Meitner (que había sido obligada a huir de Alemania), explicando el proceso como un 'estallido' del núcleo de uranio en elementos más ligeros. Se mantuvo la interpretación de Meitner y su sobrino Otto Frisch, utilizando la hipótesis de la gota líquida de Niels Bohr y Fritz Kalckar (propuesta por primera vez por George Gamow en 1935), que proporcionaba un modelo teórico y una demostración matemática de lo que llamaron la fisión nuclear. Frisch también comprobó experimentalmente la reacción nuclear de fisión por medio de una cámara de niebla, lo que confirmaba la liberación de energía. Por lo tanto, finalmente se aceptó la hipótesis original de Noddack.

## Prioridad en el descubrimiento del elemento renio
Noddack y su esposo buscaron los elementos aún desconocidos de número atómico 43 y 75 en la Physikalisch-Technische Reichsanstalt. En 1925, publicaron un documento (Zwei neue Elemente der Mangangruppe, Chemischer Teil), alegando que lo habían hecho, y llamaron renio y masurio a los nuevos elementos. Solo fue confirmado el descubrimiento del renio. Ellos no fueron capaces de aislar el elemento 43 y sus resultados no fueron reproducibles. La elección del nombre masurio tampoco se consideró aceptable por motivos nacionalistas (hacía referencia a Masuria, región de la antigua Prusia Oriental) y puede haber contribuido a una mala reputación entre los científicos de la época. 
El elemento 43 fue producido artificialmente y se aisló definitivamente en 1937 por Emilio Segre y Carlo Perrier en un trozo de hoja de molibdeno desechado de un ciclotrón, el cual había sido sometido a desintegración beta. Fue llamado tecnecio. Ningún isótopo del tecnecio tiene una vida media mayor de 4,2 millones de años y se supone que por esta causa no se encuentra en la Tierra como un elemento natural. En 1961, pequeñas cantidades de tecnecio fueron producidos en la pechblenda a partir de la fisión espontánea de átomos de 238U y fueron descubiertos por BT Kenna y PK Kuroda. Sobre la base de este descubrimiento, el físico belga Pieter Ivan Assche realizó un nuevo análisis de datos para demostrar que el límite de detección analítica del método de los Noddacks podría haber sido 1000 veces menor que el valor de 10-9 reportado en su artículo, con el fin de mostrar que los Noddacks podrían haber sido los primeros en encontrar cantidades mensurables del elemento 43, ya que los minerales que habían analizado contenían uranio. Usando las estimaciones de Ivan Assche sobre la composición de los residuos con los que trabajaron los Noddacks, el científico del NIST, John T. Armstrong, simuló con un ordenador el espectro original de rayos X, y afirmó que los resultados eran "sorprendentemente próximos al espectro publicado". Gunter Herrmann de la Universidad de Maguncia examinó los argumentos de Ivan Assche, y llegó a la conclusión de que fueron desarrollados ad hoc, y llevaban a un resultado predeterminado. Según Kenna y Kuroda, el contenido en 99Tc que se espera en una pechblenda típica (50% de uranio) es de unos 10-10 g/kg de mineral. F. Habashi señaló que no había más del 5% de uranio en las muestras de columbita de los Noddack, y la cantidad presente del elemento 43 no podía superar unos 3 × 10-11 mg/kg de mineral. Esta baja cantidad no pudo ser pesada, ni dar líneas en el espectro de rayos X del elemento 43 que pudieran distinguirse claramente del ruido de fondo. La única manera de detectar su presencia es mediante mediciones radiactivas, una técnica que los Noddack no usaron, aunque sí lo hicieron Segrè y Perrier.
Tras las afirmaciones de Ivan Assche y Armstrong, se realizó una investigación en las obras de Masataka Ogawa que había hecho una reivindicación previa a la de los Noddack. En 1908 afirmó haber aislado el elemento 43, llamándolo Nipponium. Usando una placa original (no una simulación), Kenji Yoshihara determinó que Ogawa no había encontrado el elemento 43 (Período 5; Grupo 7 ; eka-manganeso), pero sí había separado con éxito el elemento 75 (Período 6; Grupo 7; dvi-manganeso o renio), anticipándose a los Noddack en 17 años.

## Nominaciones para el Premio Nobel de Química e importantes nominaciones y premios
Ida Noddack fue nominada tres veces para el Premio Nobel de Química: una vez por Walther Nernst y K. L. Wagner en 1933; ambos esposos Noddack fueron nominados por W. J. Müller en 1935 y por A. Skrabal en 1937.
Además, Noddack y su marido obtuvieron varios premios a lo largo de su vida:  la prestigiosa Medalla Liebig de la Sociedad Química Alemana (1931) la Medalla Scheel de la Sociedad Química Sueca (1934), el doctorado “honoris causa” por la Universidad de Hamburgo (1966) y la Cruz del Mérito de la República Federal Alemana (1966). 
En 2020, ISTR emitió una medalla conmemorativa del descubrimiento, diseñada por Igor Petrov.

### En alemán
- Tacke, Ida, and D. Holde. 1921. Ueber Anhydride höherer aliphatischer Fettesäuren. Berlín, TeH., Diss., 1921. (Sobre los anhídridos de los ácidos grasos alifáticos superiores)
- Noddack, Walter, Otto Berg, and Ida Tacke. 1925. Zwei neue Elemente der Mangangruppe, Chemischer Teil. [Berlin: In Kommission bei W. de Gruyter]. (Dos nuevos elementos del grupo químico del manganeso)
- Noddack, Ida, and Walter Noddack. 1927. Das Rhenium. Ergebnisse Der Exakten Naturwissenschaften. 6. Bd. (1927) (El renio)
- Noddack, Ida, and Walter Noddack. 1933. Das Rhenium. Leipzig: Leopold Foss. (El renio)
- Noddack, Walter, and Ida Noddack. 1937. Aufgaben und Ziele der Geochemie. Freiburger wissenschaftliche Gesellschaft, Hft. 26. Freiburg im Breisgau: H. Speyer, H.F. Schulz. (Tareas y objetivos en Geoquímica)
- Noddack, Ida, and Walter Noddack. 1939. Die Häufigkeiten der Schwermetalle in Meerestieren. Arkiv för zoologi, Bd. 32, A, Nr. 4. Stockholm: Almqvist & Wiksell. (La frecuencia de los metales pesados en animales marinos)
- Noddack, Ida. 1942. Entwicklung und Aufbau der chemischen Wissenschaft. Freiburg i.Br: Schulz. (El desarrollo y estructura de la ciencia química)